# Stonington, Illinois
Stonington là một làng thuộc quận Christian, tiểu bang Illinois, Hoa Kỳ. Năm 2010, dân số của làng này là 932 người.

## Dân số
Dân số qua các năm:
- Năm 2000: 960 người.
- Năm 2010: 932 người.